# Stråssa
Stråssa è un'area urbana della Svezia situata nel comune di Lindesberg, contea di Halland.
La popolazione rilevata nel censimento 2010 era di 306 abitanti .